# Héctor Torres
Héctor Torres Carrillo (Caracas, 29 de junio de 1968) es un escritor y editor venezolano conocido no solo por su obra narrativa sino también por su trabajo en la difusión y promoción de la literatura del país. Es codirector de Ficción Breve. y de La Vida de Nos.

## Biografía
Nació en Caracas en 1968. Es el tercero de tres hermanos. Su primer contacto con la literatura vino de la mano de su madre, con la lectura de los cuentos de Oscar Wilde. Más adelante, durante el bachillerato en un liceo jesuita, su profesor de Castellano le hizo asistir a lo que sería su primer taller literario, al sustituir el pensum de la materia por una sesión permanente de lectura y escritura de relatos cortos, en donde conoció las obras de Horacio Quiroga y Julio Cortázar.
En adelante se convertiría en un apasionado lector. Stevenson, Chesterton, Papini, Chejov, Shakespeare, Borges y Hesse serían algunos de los autores que acompañarían su adolescencia. Cursó estudios de Informática, carrera que abandonó a punto de culminarla para dedicarse a la escritura y la literatura, laborando incluso como redactor de noticias, entre otros oficios.

## Actividad literaria
Fue fundador y editor del portal literario www.ficciónbreve.org (1999) revista digital que abre espacio a la difusión de la literatura venezolana. Crea el Premio de la Crítica a la Novela del Año (2009) que se organiza a través de Ficción Breve promoviendo la obra novelística venezolana y reivindicando a su vez la figura del crítico especializado –a partir de su segunda edición, el premio es organizado y dirigido por Lennis Rojas. Participó en el Taller de Narrativa del Celarg (2000) a cargo de Ángel Gustavo Infante. Organizó la Semana de la Nueva Narrativa Urbana (2005-2010) junto a la novelista Ana Teresa Torres. 
Actualmente coordina (desde 2006) el Premio de Cuento Policlínica Metropolitana para Jóvenes Autores y desarrolla junto a Lennis Rojas el blog www.elsubrayadoesnuestro.com el cual comenzó como herramienta de almacenamiento privado de citas sobre aquellos textos que les resultaban a ambos significativos y resultó de gran interés para el colectivo al hacerlo público. 
Fue colaborador regular de la extinta Revista Veintiuno (de la Fundación Bigott) y de varias publicaciones digitales como Sacven Creativa (blog de la Sociedad de Autores y Compositores de Venezuela), El Porta(l)voz (Portal de la Red de Televisiones Educativas y Culturales de Iberoamérica), NalgasyLibros.com y Panfletonegro. Actualmente es colaborador de Prodavinci y columnista dominical del Diario 2001. 
Apoya  el desarrollo tecnológico, el internet y el formato de web 2.0 como herramienta a través de la cual los lectores tienen mayor posibilidad de conocer y acercarse a diferentes autores y determinados libros. Además, participa activamente en las redes sociales promoviendo su obra y difundiendo desde allí eventos, artículos e incluso títulos de otros escritores.

## Su obra
Su obra se centra en la narrativa y se desenvuelve en diversos géneros literarios como el cuento: “El amor en tres platos” Editorial Equinoccio (2007) y “El regalo de Pandora” Editorial FBLibros (2011); la novela: “La huella del bisonte” Editorial Norma (2007) y Editorial Sudaquia (2012); una colección de crónicas: “Caracas muerde” Editorial Punto Cero (2012); y su más reciente obra conformada por 35 crónicas: "Objetos no declarados" Editorial Punto Cero (2014) 
Además, se han recopilado textos suyos en las siguientes antologías: “Voces nuevas 2000-2001, ensayo, narrativa y poesía” (Celarg, 2004), “Cartas en la batalla” (Alfadil, 2004), “De la urbe para el orbe” (Alfadil, 2006), “Las voces secretas” (Alfaguara, 2006), “Tatuajes de Ciudad” (Sacven, 2007), “Narrativa Joven Venezolana” (Libros de El Nacional-Policlínica Metropolitana, 2007), “Las palabras de El Buscón” (Equinoccio, 2011), “Caracas en 25 afectos” (Libros de El Nacional, 2012) y “De qué va el cuento” (Alfaguara, 2013). 
También ha trabajado como compilador, junto a Ana Teresa Torres, de los volúmenes: “Quince que cuentan” (Fundación para la Cultura Urbana, 2008) y “Tiempos de ciudad” (Fundación para la Cultura Urbana, 2010). Y prologó los títulos “Joven Narrativa Venezolana II” y “Joven Narrativa Venezolana III”.

### Reseñas
La Huella del Bisonte: Elegida como finalista del Premio de Novela Adriano González León (2006), nos narra los desencuentros de sus tres personajes centrales Karla, Mario y Gaby; quienes a su manera desafían sus crisis personales articulándose en una sola historia en la que se hacen compañía, una historia marcada por la soledad existencial. 
En esta obra se describe la vida llevada a destiempo, ese estar fingiendo ser alguien que ya no se es o el pretender ser alguien que aún no se ha llegado a ser. Llevando a la inevitable conclusión de que en la vida hay dos momentos fundamentales: “cuando nos creemos acompañados y cuando adquirimos la definitiva certeza de que estamos solos”. Pero es tal vez ahí, en esa soledad en común, en la que logramos coincidir como cómplices. 
Además, cuenta con un nuevo tratamiento sobre la arquetípica figura de Lolita, aquella mujer a medio terminar que es capaz de desestabilizar al sexo masculino con el despertar de su florecimiento femenino y aquel hombre maduro que deja de ver a esta niña como la amiguita de su hija y comienza a verla como a una mujer. La trama se enreda en la cotidiana diatriba entre la moral y la emoción, que, como normalmente ocurre, no da cabida a soluciones racionales.
La Caracas de finales de los años 80 sirve de escenario para el desarrollo de esta historia, que cuenta con una descripción de sensibilidad absorbente la psique de lo que se presenta en principio como la típica mujer caraqueña, pero que termina por proyectarse hacia una inevitable imagen universalizable del conflictivo paso entre la niñez y la adultez. 
Caracas muerde: Colección de crónicas caraqueñas que narran con perspicacia contagiosa el día a día de sus habitantes. El autor retoma nuevamente como escenario a Caracas y esta vez le da el papel protagónico; aunque algunos años han pasado, no ha cambiado tanto, digamos, ha empeorado, ahora muerde. El título alude al imparable crecimiento de los índices de criminalidad que mantienen el miedo ante la inevitable posibilidad de sus ciudadanos de encontrarse a diario cara a cara con la muerte; “crónicas de una guerra no declarada” sentencia en su portada. Cualquier lector podría asegurar que al menos en alguna de esas historias ha participado, ya sea como protagonista o como espectador.
Distintos personajes, distintas historias, distintos escenarios que se mueven alrededor del mismo principio. Encerrados en la imagen del venezolano chévere, Héctor Torres nos muestra cómo el miedo, el odio y la impotencia, en cambio, son los motores de esta ciudad. La conocida “viveza” ha dado paso a la desesperante “supervivencia”. 
Sin fines morales especulativos, esta conjunción de crónicas citadinas permiten al caraqueño reflexionar sobre su propio papel dentro de este aparente escenario clave de película de acción, y al no caraqueño le dejará un aprendizaje más cercano a la cotidianidad de esta ciudad de lo que logran hacerlo los informativos.
La realidad le da la pauta para conocer sus historias, cada cosa que ve, que escucha, con la que tropieza en la calle puede ser un impulso para desarrollar una nueva historia. “Lo que tiene de impredecible la vida, es lo que la hace interesante”.

## Obra

### Narrativa
- El amor en tres platos (2007), Editorial Equinoccio.
- La huella del bisonte (2008), Editorial Norma / (2012) Editorial Sudaquia / (2016) Editorial Punto Cero.
- El regalo de Pandora (2011), Editorial FBLibros.
- Caracas muerde (2012), Editorial Punto Cero.
- Objetos no declarados (2014), Editorial Punto Cero.
- La vida feroz (2016), Editorial Punto Cero.
- Presencias extrañas (2021), Editorial Punto Cero.

### Cómic
- Gallegos, hombre de una sola calle (2021), ilustrado por José Luis Couto.

### Guiones
- Lucy ( 2018), coescrito con Roberto Gutiérrez.[6]
- Una palabra complicada (2021), coescrito con Albor Rodríguez.